# أرشيبالد بيتري
أرشيبالد بيتري هو سياسي كندي، ولد في 1790، وتوفي في 1864.